# غلروقية
غلروقية (الاسم العلمي: Galerucinae) فُصيلة حشرات كبيرة من فصيلة خنافس الأوراق. تحتوي على حوالي 5800 نوع. تشمل خنفساء البرغوث.